# Suryakumar Yadav
Suryakumar Ashok Yadav (* 14. September 1990 in Mumbai, Indien) ist ein indischer Cricketspieler, der seit 2021 für die indische Nationalmannschaft spielt.

## Aktive Karriere
Yadav wurde schon früh als Talent gehandelt, vor allem aufgrund seiner Fähigkeiten schnell hohe Run-Zahlen zu erzielen. Er war eine feste Stütze von Mumbai, als sie die Ranji Trophy 2015/16 gewannen. Auch für die Kolkata Knight Riders in der Indian Premier League spielte er als Vize-Kapitän eine wichtige Rolle. Bei der Indian Premier League 2019 hatte er für die Mumbai Indians spielend einen großen Anteil an ihrem Titelerfolg. In der folgenden Saison konnte er diesen Erfolg wiederholen. Galt er in frühen Jahren noch als Hitzkopf, stabilisierte er seine Leistungen immer mehr und fand dann seinen Weg ins Nationalteam. Er gab sein Debüt in der Nationalmannschaft im März 2021 in der Twenty20-Serie gegen England. In seinem zweiten Spiel erzielte er dabei ein Fifty (57 Runs) und wurde dafür als Spieler des Spiels ausgezeichnet. Bei der Tour in Sri Lanka im Juli gab er dann sein Debüt im ODI-Cricket. Dabei konnte er in der ODI- (53 Runs) und in der Twenty20-Serie (50 Runs) jeweils ein Half-Century erreichen. Daraufhin wurde er für den ICC Men’s T20 World Cup 2021 nominiert und konnte dabei als beste Leistung 25* Runs gegen Namibia. Nach dem Turnier erzielte er in der Twenty20-Serie gegen Neuseeland 62 Runs und wurde dafür als Spieler des Spiels ausgezeichnet. Auch wurde er als Ersatz für KL Rahul in den Test-Kader berufen, kam jedoch nicht zum Einsatz. Im Februar 2022 erzielte er in der Twenty20-Serie gegen die West Indies ein Fifty über 65 Runs, was ihm wieder eine Auszeichnung einbrachte. Auch in der zugehörigen ODI-Serie konnte er ein Half-Century (64 Runs) erreichen.
Im Sommer erzielte er dann bei der Tour in England sein erstes internationales Century über 117 Runs aus 55 Bällen im dritten Twenty20, was jedoch nicht zum Sieg reichte. Nachdem er im August in den West Indies 76 Runs erzielt hatte, konnte er auch beim Asia Cup 2022 gegen Hongkong mit 68* Runs ein Fifty erreichen. In der Vorbereitung zur Weltmeisterschaft erzielte er dann gegen Australien ein (69 Runs) und gegen Südafrika zwei (50* und 61 Runs) Half-Centuries.